# Willibald d'Eichstätt
Willibald, francisé en Guillebaud, est un moine anglo-saxon né vers 700 et mort en 786. Premier évêque d'Eichstätt, en Bavière, il est considéré comme saint et fêté le 7 juillet.

## Biographie
Natif du Wessex, en Angleterre, Willibald est le frère de Winnebald et de Walburge. À l'âge de cinq ans, il est placé comme novice à l'abbaye de Waltham, dans le Hampshire, où il apprend la théologie et le latin. En 720, il se rend en pèlerinage à Rome avec son père (appelé « Richard » dans la tradition hagiographique du XIIe siècle), qui meurt à Lucques, et son frère Winnebald.
Laissant son frère, malade, à Rome, Willibald poursuit son pèlerinage jusqu'en Terre sainte et arrive à Jérusalem durant l'été 724. Il passe les années qui suivent à arpenter la région avant de rentrer en Italie via Constantinople. L'histoire de ce pèlerinage, recueillie vers la fin de sa vie par la moniale Hygeburg, est le premier récit de voyage écrit par un Anglais. Quoiqu'il soit peu disert sur le caractère des gens, les conditions de vie ou l'état des villes par lesquelles il est passé, Willibald livre de précieux renseignements sur les itinéraires des pèlerins ou l'état des lieux saints à son époque. Chronologiquement, son récit s'inscrit entre ceux d'Arculfe (vers 680) et de Bernard le Sage (vers 870).
Après Constantinople, où il s'attarde deux années, Willibald se fixe en 729 à l'abbaye du Mont-Cassin où il assure les charges de sacristain et de doyen sous l'autorité de l'abbé Petronax. Après une visite à Rome en 739, le pape Grégoire III l'envoie en Allemagne pour aider son parent Boniface et son frère Winnebald dans leur travail missionnaire.
Ordonné prêtre par Boniface à son arrivée en Bavière, en 740, Willibald poursuit sa route jusqu'en Thuringe, où il retrouve son frère. Boniface semble avoir voulu lui confier la charge d'évêque d'Erfurt, mais Willibald retourne en Bavière pour y fonder l'abbaye d'Eichstätt sur des terres données à l'Église par Suidgar, un propriétaire terrien local. Quelques années plus tard, il aide son frère Willibald à fonder l'abbaye de Heidenheim, également en Bavière. Ces deux monastères sont régis suivant la règle de saint Benoît que Willibald a découverte durant son séjour au Mont-Cassin.

## Culte
Willibald meurt à Eichstätt, probablement le 7 juillet 786. Ainsi, il est fêté le 7 juillet, jour anniversaire de sa mort. Il est considéré comme le premier évêque d'Eichstätt, et ses reliques sont conservées à la cathédrale d'Eichstätt.
Il est le saint patron de la ville et du diocèse d'Eichstätt, ainsi que des serruriers.